# Eutropis
Genre
Eutropis est un genre de sauriens de la famille des Scincidae.

## Répartition
Les espèces de ce genre se rencontrent en Asie.

## Reproduction
Les espèces de scinques Eutropis sont vivipares ou ovipares et certaines espèces sont capables d'utiliser l'un ou l'autre mode de reproduction.

## Alimentation
Ils se nourrissent d'insectes et d'araignées.

## Liste des espèces
Selon The Reptile Database (24 janvier 2019) :
- Eutropis allapallensis (Smith, 1935)
- Eutropis andamanensis (Smith, 1935)
- Eutropis ashwamedhi (Sharma, 1969)
- Eutropis austini Batuwita, 2016
- Eutropis beddomii (Jerdon, 1870)
- Eutropis bibronii (Gray, 1839)
- Eutropis bontocensis (Taylor, 1923)
- Eutropis carinata (Schneider, 1801)
- Eutropis chapaensis (Bourret, 1937)
- Eutropis clivicola (Inger, Shaffer, Koshy & Bakde, 1984)
- Eutropis cumingi (Brown & Alcala, 1980)
- Eutropis darevskii (Bobrov, 1992)
- Eutropis dissimilis (Hallowell, 1857)
- Eutropis englei (Taylor, 1925)
- Eutropis floweri (Taylor, 1950)
- Eutropis gansi (Das, 1991)
- Eutropis grandis Howard, Gillespie, Riyanto & Iskandar, 2007
- Eutropis greeri Batuwita, 2016
- Eutropis indeprensa (Brown & Alcala, 1980)
- Eutropis innotata (Blanford, 1870)
- Eutropis longicaudata (Hallowell, 1857)
- Eutropis macrophthalma (Mausfeld & Böhme, 2002)
- Eutropis macularia (Blyth, 1853)
- Eutropis madaraszi (Méhely, 1897)
- Eutropis multicarinata (Gray, 1845)
- Eutropis multifasciata (Kuhl, 1820)
- Eutropis nagarjuni (Sharma, 1969)
- Eutropis quadratilobus (Bauer & Günther, 1992)
- Eutropis quadricarinata (Boulenger, 1887)
- Eutropis rudis (Boulenger, 1887)
- Eutropis rugifera (Stoliczka, 1870)
- Eutropis tammanna Das, De Silva & Austin, 2008
- Eutropis trivittata (Hardwicke & Gray, 1827)
- Eutropis tytleri (Tytler, 1868)

## Publication originale
- Fitzinger, 1843 : Systema Reptilium, fasciculus primus, Amblyglossae. Braumüller et Seidel, Wien, p. 1-106 (texte intégral).